# Tupale
Tupale (en serbe cyrillique : Тупале ; en albanais : Tupalla) est un village de Serbie situé dans la municipalité de Medveđa, district de Jablanica. Au recensement de 2011, il comptait 69 habitants.

## Démographie
| 1948 | 1953  | 1961  | 1971  | 1981  | 1991 | 2002 | 2011 |
| ---- | ----- | ----- | ----- | ----- | ---- | ---- | ---- |
| 993  | 1 118 | 1 145 | 1 125 | 1 193 | 943  | 725  | 69   |

|  |

## Personnalités
- Zenel Hajdini
- Idriz Ajeti
- Zeqir Bajrami
- Ramadan Xhema
- Hashim Hajdini
- Xhim Xhema